# Alain Cudini
Alain Cudini, né le 19 avril 1946 à Colombes (Hauts-de-Seine), est un pilote automobile français. 

## Biographie
Le premier grand fait d'armes d'Alain Cudini en sport automobile sera sa victoire du premier championnat d'Europe de Formule Renault en 1972. Les années suivantes, il participera à d'autres courses en Formule Renault et en Formule 2, sans grand succès. En 1974 il gagne une manche du Championnat d'Europe 2Litre au circuit Paul-Ricard sur Alpine A441, pour l'Équipe Switzerland Archambeaud. De retour en championnat d'Europe de Formule Renault en 1976, il terminera vice-champion cette année-là. 
Se tournant vers le tourisme, il va remporter le championnat de France des voitures de tourisme en 1983, les 500 kilomètres de Vallelunga en 1984 avec Dany Snobeck sur BMW 635 CSi en ETCC (les deux hommes seront encore deuxièmes des 24 Heures de Spa avec Thierry Tassin la même année), et piloter plusieurs années en DTM à partir de 1988, finissant même 5e du championnat cette année-là. Les années suivantes ne seront pas aussi bonnes, mais il clôturera sa carrière dans ce championnat en 1991 avec une 6e place au classement général. 
De retour en France en championnat de France de super-tourisme, il se classe 3e de ce dernier en 1992, puis il devient le vice-champion en 1994. On le vit également plusieurs fois aux 24 Heures du Mans, ou encore en ProCar belge, un pays où il a aussi brillé puisqu'il a remporté les 24 heures de Spa-Francorchamps en 1998, sur BMW 320i, après sa deuxième place de 1984.
Au total, il dispute les 24 Heures du Mans à 13 reprises entre 1972 et 1996, se classant quatre fois dans les dix premiers, trois fois dans les six, en obtenant une cinquième place en 1989 avec le Team Sauber - Mercedes, associé à Jean-Louis Schlesser et à Jean-Pierre Jabouille sur une C9.